# Аллотрия
Аллотрия (греч. αλλότριος — чуждый, иной) — творческое объединение немецких художников, основанное в Мюнхене в 1873 году.

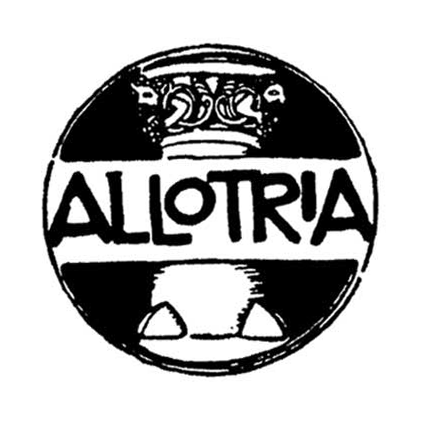
Эмблема объединения «Аллотрия». 1877

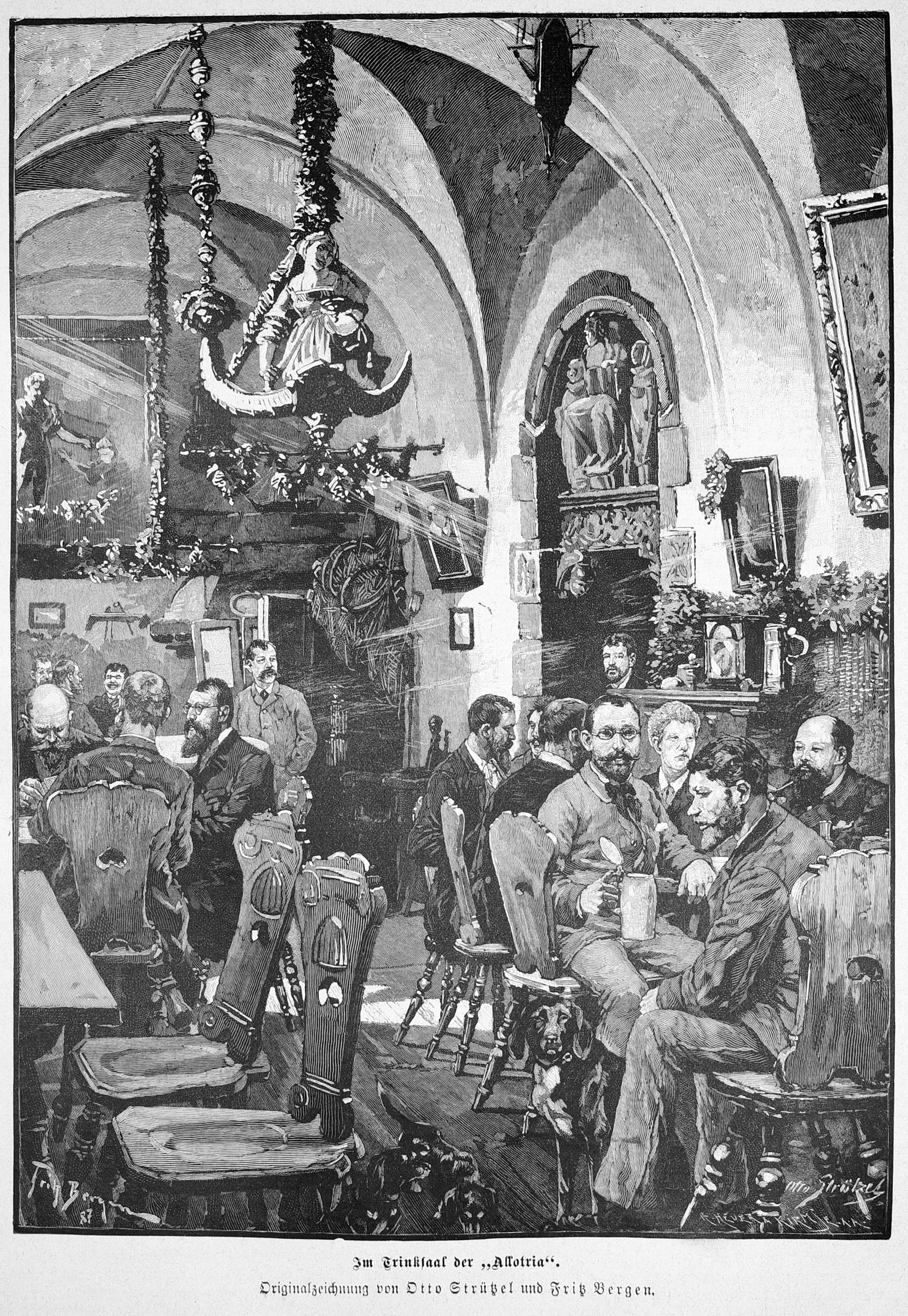
Собрание художников «Аллотрии» в мюнхенской пивной. По рисунку Отто Штрютцеля и Фрица Бергена. 1877

Общество художников «Allotria» было основано живописцем Францем фон Ленбахом, архитектором и скульптором Лоренцем Гедоном в знак протеста против консерватизма академического жюри выставочной организации «Стеклянный дворец» (нем. Glaspalast) в Мюнхене.
Поводом послужил выход около пятидесяти художников из «Мюнхенского кооператива художников» (Münchner Künstlergenossenschaft). Вначале члены общества собирались в одной из старейших гостиниц Мюнхена «Abenthum». Президентом общества в 1879 году избрали Франца фон Ленбаха как самого авторитетного и влиятельного художника.
После своего основания «Аллотрия» стала местом встречи «революционеров» мюнхенской художественной богемы. Членами объединения состояли живописцы Йозеф Блок, Отто Фрёлихер, Гуго фон Габерман, Фридрих Август фон Каульбах, Ганс Макарт, Бруно Пигльхайн, Франц фон Штук, Ловис Коринт, Йозеф Вопфнер, дирижёр Герман Леви,, карикатуристы Вильгельм Буш и Адольф Оберлендер, архитекторы Габриэль и Эмануэль фон Зейдль. С 1922 года председательством общества был скульптор и литейщик Фердинанд фон Миллер (младший).
В 1892 году в обществе произошёл раскол. Художники, недовольные руководством Ленбаха, на базе Аллотрии основали Мюнхенский сецессион.
Сообщество художников «Аллотрия» действует по настоящее время и представляет собой объединение, состоящее из примерно семидесяти художников самых разных направлений и вкусов, и своим разнообразием отражает дух его основателей. Президент объединения — Антон Хёрль, скульптор-модельер Фарфоровой мануфактуры в Нимфенбурге. Второй член правления — Михаэль Штефан, глава городского архива Мюнхена. Участники еженедельно встречаются в Кюнстлерхаусе (Künstlerhauses) на Ленбахплац в Мюнхене. Кюнстлерхаус был основан членами «Аллотрии» в 1900 году.